# Leonie Rysanek
Leopoldine Leonie Rysanek (Viena, 14 de novembro de 1926 – Viena, 7 de março de 1998) foi uma soprano dramática austríaca.
Leonie Rysanek nasceu em Viena e fez sua estreia operística em 1949 em Innsbruck. Em 1951 foi o ano em que o Festival de Bayreuth reabriu sob o comando de Wieland Wagner, ele estava convicto de que ela tinha uma voz jovem, única e bonita, combinado com suas raras habilidades de atuação fariam ter uma sensação única na ópera, então ela cantou o papel de Sieglinde no Festival de Bayreuth sob a regência de Herbert von Karajan. Sua estreia no Metropolitan Opera aconteceu em 1959 como Lady Macbeth da ópera Macbeth de Giuseppe Verdi, substituindo Maria Callas. Sua última performance no Metropolitan Opera aconteceu em Janeiro de 1996 na ópera Queen of Spades. Sua última performance foi no Festival de Salzburgo em Agosto de 1996, como Klytämnestra de Elektra. Em sua carreira no Met, ela cantou duzentas e noventa e nove performances em vinte e quatro papéis diferentes. Foi ela que estrelou as estreias de Macbeth, Nabucco, Ariadne auf Naxos, Die Frau ohne Schatten e Katya Kabanova do Met.
Ela foi apontada como curadora do Festival de Viena poucos meses depois de seu retiramento dos palcos, um posto que ela ocupou até o dia de sua morte, em Viena, aos setenta e um anos de idade (ela foi diagnosticada com câncer durante sua última performance no Met).

## Voz e repertório
A voz de Leonie Rysanek foi de uma soprano dramática e spinto, dependendo de seu papel. Sua voz foi uma das mais gloriosas vozes do século XX. Sua segurança e permanência em tessituras altas de óperas de Strauss é lendária. No fim de sua carreira também cantava obras para mezzo-sopranos. Rysanek fez fama cantando óperas de Strauss e Wagner.

## Gravações
As gravações de Reining foram: como Arabella (Salzburgo, 1947, Karl Böhm). Daphne (Viena, 1944, Böhm), Ariadne (Viena, 1944, Böhm), Eva (Viena, 1937, Toscanini), Marschallin (Salzburgo, 1949, George Szell; Salzburgo, 1953, Clemens Krauss; Viena, 1954, Erich Kleiber; Veina, 1955, Knappertsbusch).

## Gravações oficialmente publicadas
- Die Walküre third act (Richard Wagner), Sieglinde, Herbert von Karajan, 1951, EMI
- Die Walküre (Richard Wagner), Sieglinde, Wilhelm Furtwängler, 1954, EMI
- Die Frau ohne Schatten (Richard Strauss), Kaiserin, Karl Böhm, 1955, Decca
- Fidelio (Ludwig van Beethoven, Leonore, Ferenc Fricsay, 1956, Deutsche Grammophon
- Operatic Arias, Arturo Basile, 1958, RCA
- Ariadne auf Naxos (Richard Strauss), Prima Donna/Ariadne, Erich Leinsdorf, 1958, Decca
- Macbeth (Giuseppe Verdi), Lady Macbeth, Erich Leinsdorf, 1959, RCA
- Otello (Giuseppe Verdi), Desdemona, Tullio Serafin, 1960, RCA
- Requiem (Giuseppe Verdi), soprano, Herbert von Karajan, 1960, EMI
- Der fliegende Holländer (Richard Wagner), Senta, Antal Dorati, 1961, Decca.
- Die Frau ohne Schatten (Richard Strauss), Kaiserin, Herbert von Karajan, 1964, Deutsche Grammophon
- Die Walküre (Richard Wagner), Sieglinde, Karl Böhm, 1967, Philips
- Médée (Cherubini) (Luigi Cherubini), Medea, Horst Stein, 1972, RCA
- Salomé (Richard Strauss), Salomé, Karl Böhm, 1972, RCA
- Die Frau ohne Schatten (Richard Strauss), Kaiserin, Karl Böhm, 1977, Deutsche Grammophon
- Elektra (Richard Strauss), Elektra, Karl Böhm, 1981, Unitel (video)
- Jenůfa (Leoš Janáček), Kostelnicka, Eve Queler, 1988, BIS
- Salomé (Richard Strauss), Herodias, Giuseppe Sinopoli, 1990], Deutsche Grammophon
- Elektra (Richard Strauss), Klytemnestra, Friedemann Layer, 1995
- Elektra (Richard Strauss), Klytemnestra, Jeffrey Tate, ?, Claves

## Outras gravações
- Senta in Der fliegende Holländer: Bayreuth Festival 1959, cond. Wolfgang Sawallisch.
- Sieglinde in Die Walküre: Bayreuth Festival 1958, cond. Hans Knappertsbusch.
- Salome: Chorégies d'Orange, France 1974, cond. Rudolf Kempe.
- Gioconda in La Gioconda: Berlin Staatsoper, 1974, cond. Giuseppe Patanè.

Em muitos papéis Rysanek, era praticamente insuperável - e nunca foram gravadas ou publicadas oficialmente. Incluem-se:
- Chrysothemis in Elektra: Cologne Radio 1953, cond. Richard Kraus, Bavarian State Opera 1955, cond. Karl Böhm.
- Elisabeth in Tannhäuser: Bayreuth Festival 1964, cond. Otmar Suitner and 1966, cond. Carlos Melles.
- Elsa in Lohengrin: Bayreuth Festival 1958, cond. André Cluytens.
- Danae in Die Liebe der Danae (Richard Strauss): Bavarian State Opera 1953, cond. Kurt Eichorn.
- Helena in Die Ägyptische Helena (Richard Strauss): Bavarian State Opera 1956, cond. Joseph Keilberth.
- Aida (Giuseppe Verdi): Vienna Opera 1955, cond. Rafael Kubelík.
- Amelia in Un ballo in maschera (Giuseppe Verdi): Metropolitan Opera 1962, cond. Nello Santi.